# I Set My Friends on Fire
I Set My Friends on Fire — пост-хардкор-группа из Майами, штат Флорида, созданная Matt Mehana (вокал и тексты) и Nabil Moo (отвечающим за программирование, гитары и бэк-вокал) в конце августа 2007 года, которые до этого пару лет играли в We Are The Cavalry. I Set My Friends on Fire стали известны благодаря MySpace, где выложили свой кавер на песню Soulja Boy «Crank That», переименовав её в «Crank that Cavalry Boy».
Позже, уже в 2008 году, дуэт подписывает контракт с Epitaph Records и выпускает дебютный альбом «You Can’t Spell Slaughter Without Laughter».

## Дискография

### Альбомы
| Название                                   | Дата выхода |
| ------------------------------------------ | ----------- |
| You Can't Spell Slaughter Without Laughter | 2008        |
| Astral Rejection                           | 2011        |
| Caterpillar Sex                            | 2014        |